# آراکروز سلولز
آراکروز سلولز (انگلیسی: Aracruz Celulose) شرکت کاغذ برزیلی است، که در سال ۱۹۷۲ تأسیس شد.